# بطالة مقنعة

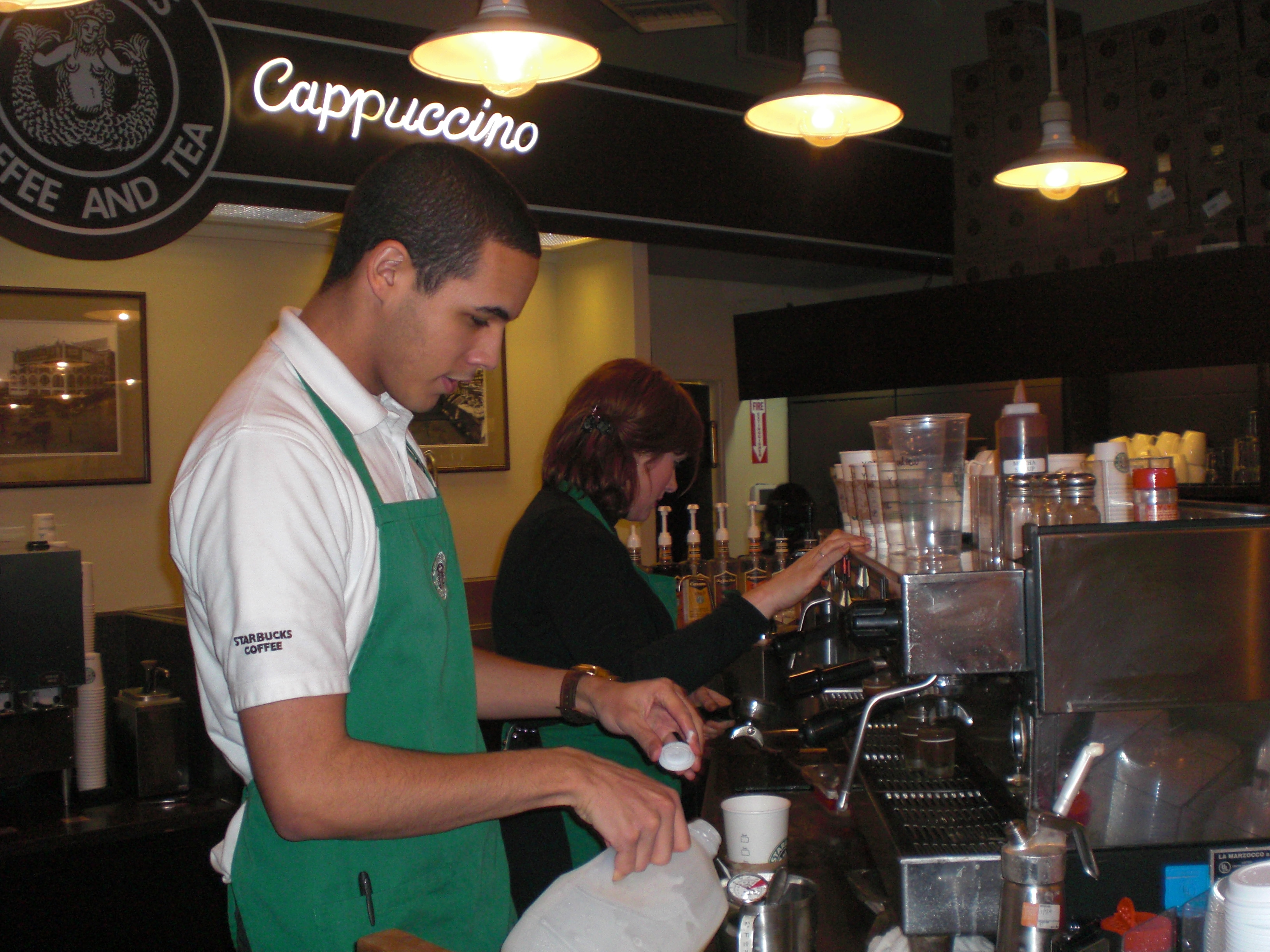

البطالة المقنّعة هي ممارسة توظيف عدد أكبر من العمال مما هو مطلوب لأداء وظيفة معينة، أو لتبني إجراءات عمل تبدو غير مجدية ومعقدة وتستغرق وقتًا طويلاً لمجرد توظيف عدد إضافي من العمال. يستخدم المصطلح «التشغيل» أحيانًا كمرادف للبطالة المقنّعة.
عادة ما تستخدم الإدارة مصطلح «البطالة المقنّعة» لوصف السلوكيات والقواعد التي يسعى إليها العمال. قد ينطبق المصطلح على المستوى المتوسط والعالي للإدارة على حدٍ سواء، لا سيما فيما يتعلق بالمستوى الأعلى والأثقل و «المتضخم» من مستوى الإدارة المتوسط والعالي. كما تم استخدام مصطلح البطالة المقنّعة أحيانًا لوصف سلوك السعي وراء الريع من قبل الشركات استجابة للتنظيم الاقتصادي.

## علم أصول الكلمات
يشير مصطلح البطالة المقنّعة «تساقط الريش» في الأصل إلى أي شخص يتم تدليله أو مكافأته بشكل مفرط. نشأ المصطلح من استخدام الريش لملء مراتب الأسرّة مما يوفر مزيدًا من الراحة. بدأ استخدام هذا المصطلح حديثاً في إعداد علاقات العمل في فترة إقامة السكك الحديدية في الولايات المتحدة والتي استخدمت المراتب المليئة بالريش في مقطورات النوم. سعت نقابات عمال السكك الحديدية إلى مواجهة التكنولوجيا المتغيرة التي أدت إلى انتشار البطالة على نطاق واسع، وإلى الحفاظ على الوظائف من خلال التفاوض على العقود التي تطالب أرباب العمل بتعويض العمال عن القيام بأعمال قليلة أو عدم القيام بأي عمل إطلاقاً أو التي تتطلب قواعد عمل معقدة وتستغرق وقتًا طويلاً لنتاج يوم عمل كامل للموظف الذي لولا ذلك لما كان ليبقى موظفًا.
أشارت وزارة العمل الأمريكية في نشرة صدرت عام 1965 إلى «البطالة المقنّعة» على النحو التالي:
مصطلح منتقص ينطبق على ممارسة أو قاعدة عمل أو شرط اتفاق يحد من الإنتاج أو يتطلب توظيف فائض من العمال وبالتالي يخلق أو يحافظ على الوظائف غير الضرورية أو غير الضرورية؛ أو مقابل رسوم أو رسوم تفرضها نقابة على شركة مقابل خدمات لا يتم أداؤها أو لا يتم أداؤها
كانت «البطالة المقنّعة» منذ منتصف القرن التاسع عشر هي الأكثر استخدامًا في مجال علاقات الإنتاج. أصبح المصطلح على نحو متزايد يشير فقط إلى قواعد العمل أو اتفاقيات المفاوضة المشتركة التي تطلبها النقابات العمالية.
في الدول التي تكون أنشطة النقابات العمّالية فيها معرفّة قانونياً، توجد تعريفات قانونية للبطالة المقنّعة لكنها قليلة. فعلى سبيل المثال يُعرّف قانون تافت-هارتلي في الولايات المتحدة البطالة المقنّعة في القسم 8 (ب) (6) على أنها أي اتفاق أو طلب نقابي لدفع الأجور مقابل الخدمات التي لم يتم أداؤها أو القيام بها. ومع ذلك ففي عام 1953 قضت المحكمة العليا للولايات المتحدة بأن تعريف القانون ينطبق فقط على مدفوعات العمال الذين لا يعملون. لذلك فإن قواعد العمل التي تتطلب الحد الأدنى من أحجام طواقم العمل، وإسناد واجبات إلى العمال، واتفاقيات «إنجاز العمل» الأخرى لا تشكل البطالة المقنّعة.

## اقتصاديات
عادة ما ينظر الاقتصاديون إلى مفهوم البطالة المقنّعة على أنه حل «لمن يتحمل عبء التغيير التكنولوجي؟»
غالبًا ما يجادل الاقتصاديون العمليون أن البطالة المقنّعة هي الوضع الأمثل اقتصاديًا من وجهة نظر كل من صاحب العمل والموظف، حيث يمكن أن يُنظر إليه على أنه يوزع تكاليف التغيير التكنولوجي. لا تظهر البطالة إلا في ظل ظروف معينة، أهمها أن صاحب العمل لديه فائض قابل للاستغلال (على سبيل المثال، ربح) لدعم هذه الممارسة. تنشأ البطالة المقنّعة أيضًا عندما تفشل قوى السوق وتصبح المنظمات غير قادرة على المنافسة. في ظل هذا التحليل. يمكن أن تأخذ البطالة المقنّعة في بعض الظروف على الموارد الزائدة (الأرباح) من صاحب العمل وتمنحها للعمال على شكل دخل أكبر لكل عامل أو حصول عدد أكبر من الموظفين على نفس مستوى الدخل. تعتبر البطالة المقنّعة فعّالة من الناحية الاقتصادية لأنه يحدث في العطاء والأخذ في المفاوضة الجماعية. إذا كان أرباب العمل أقوياء نسبيًا في مواجهة النقابات، فلن تتمكن النقابات من فرض تساقط الريش عليهم. نظرًا لأن القوة السياسية - الاجتماعية - الاقتصادية لكل طرف تتغير بمرور الوقت، فإن نتائج المفاوضة الجماعية ستؤدي أيضًا إلى توسيع أو تقليل عدد وتأثير قواعد تقييد الفروق على صاحب العمل.
استنتجت التحليلات السياسية الحديثة أن البطالة المقنّعة ليس هي بالضرورة الحل الاقتصادي الأمثل، ولكنها أفضل من أشكال المساومة الأخرى. بموجب هذا التحليل، فهي أفضل شكل من أشكال المفاوضة الجماعية حيث تتفاوض فيه النقابة وصاحب العمل ليس فقط على الأجور ولكن على مستوى التوظيف. معظم النقابات في الولايات المتحدة، على سبيل المثال، تتفاوض فقط على الأجور. إن المساومة على قواعد العمل (الريشة) وكذلك الأجور تحقق نتائج قريبة من تلك التي يتم التوصل إليها من خلال المساومة على الأجور فقط، ولكنها أفضل من المساومة على الأجور وحدها.

## وجهات نظر غير اقتصادية
يقول العلماء القانونيون وبعض المنظرين الاجتماعيين بأن البطالة المقنّعة قد تكون تعبيرًا عن مفهوم الوظيفة كحق ملكية. ويقولون بأنه في حين أن لصاحب العمل «الحق» في جني الأرباح بسبب استثماره في رأس المال، فإن العامل له «الحق» في جني الأرباح بسبب استثماره في العمل. يُقال إن سياسة البطالة المقنّعة تصبح مشكلة كبيرة في الأماكن التي لا يكون فيها حق ملكية الوظيفة جزءًا من النظام القانوني ويظل غير محمي (مثل الولايات المتحدة).
خلص منظرو اجتماعيون آخرون إلى أن البطالة المقنّعة هو نتيجة لضعف النقابات العمالية وحقوق العمال غير القسرية وغير المحمية. في ظل هذا التحليل، فإن البطالة المقنّعة هي استجابة من النقابات لضعفها وليس قوتها.
تحسين حقوق العمل، والسياسات الاقتصادية المحسنة، وعلاقات أقل عدائية بين العمل والإدارة[من؟] شأنه أن يقلل من البطالة المقنّعة
و يرى آخرون أن أنواعًا معينة من البطالة المقنّعة هي بمثابة تصحيح لإخفاقات السوق. فغالبًا ما يكون تقديم الخدمات الاجتماعية غير قابل للقياس إلا في أقصى الحالات. عندما يكون السوق غير قادر على تحديد سلعة أو خدمة، سيفشل السوق في تسعيرها بدقة. وفي المنظمات المركبة التي يصعب فيها تحديد المدخلات والمخرجات، يصبح من الصعب تحديد ما الذي يشكل البطالة المقنّعة. يعد تعريف «جودة الرعاية الصحية» إشكالية كما هو الحال مع تعريف «جودة التعليم». في مثل هذه الحالات يركز العاملون المحترفون بشدة على قواعد العمل والحد الأدنى. يركز العديد من المهنيين ذوي الياقات البيضاء (لا سيما الممرضين والمعلمين) والعاملين الحرفيين ذوي المهارات العالية بشكل كبير على الحد الأدنى من الموظفين كوسيلة لضمان نتيجة «عالية الجودة». بينما يقول البعض بأن هذه الممارسة في الحكم المهني على مثل هؤلاء العمال ويشير إلى المستوى المنخفض من الأدلة على أن مثل هذه القواعد تحسن النتائج.

## وجهات نظر دولية

### البرازيل
في البرازيل تعتبر البطالة المقنّعة متوطنة في الصناعات المملوكة للحكومة والقطاع الخاص. يقول بعض المحللين بأن البطالة المقنّعة هي ردة فعل لانعدام الأمن الاقتصادي، وتساعد على استقرار الاقتصاد الوطني من خلال توزيع الثروة.

### فرنسا
في فرنسا تم التشجيع على البطالة المقنّعة من قبل نظام النقل في السكك الحديدية بعد الحرب العالمية الثانية بهدف خفض معدل البطالة. كان هذا بالإضافة إلى نسب السكك الحديدية التي ظلت منخفضة للغاية. ونتيجة لذلك حدث عجز كبير في السكك الحديدية.

### اليابان
في اليابان ما بعد الحرب العالمية الثانية تم اعتبار البطالة المقنّعة أمرًا غير شائع. ظهر وفاق ما بعد الحرب بين النقابات العمالية على أن البطالة المقنعة لم تكن في مصلحة العمال، وتميل النقابات في اليابان إلى تجنب هذه الممارسة. وقد ساعد تركيز الحكومة الشديد على التوظيف الكامل وشبكة أمان اجتماعي قوية على تعزيز هذا الإجماع.

### السويد
في السويد لا توجد أي قوانين أو لوائح وطنية أو إقليمية أو محلية تحكم النقابات العمالية. ولا يوجد كذلك أي مكتب أو وكالة وطنية تراقب أو تشرف على علاقات العمل وتنظم شؤون النقابات العمالية الداخلية. بالرغم من العلاقات الوثيقة نسبيًا بين أرباب العمل والنقابات، إلا أن مفهوم البطالة المقنّعة كاد أن يكون غير معروف.

### المملكة المتحدة
في المملكة المتحدة يشار أيضًا إلى البطالة المقنّعة باسم «زيادة عدد الأشخاص».

### الولايات المتحدة الأمريكية
يُعرف قانون تافت-هارتلي البطالة المقنّعة في الولايات المتحدة الأمريكية ويحرمها. وقد حددت المحكمة العليا الأمريكية كما سبق تعريف البطالة المقنّعة بشكل ضيق، وتركت معظم الممارسات دون عائق.